# Harold Shepherdson

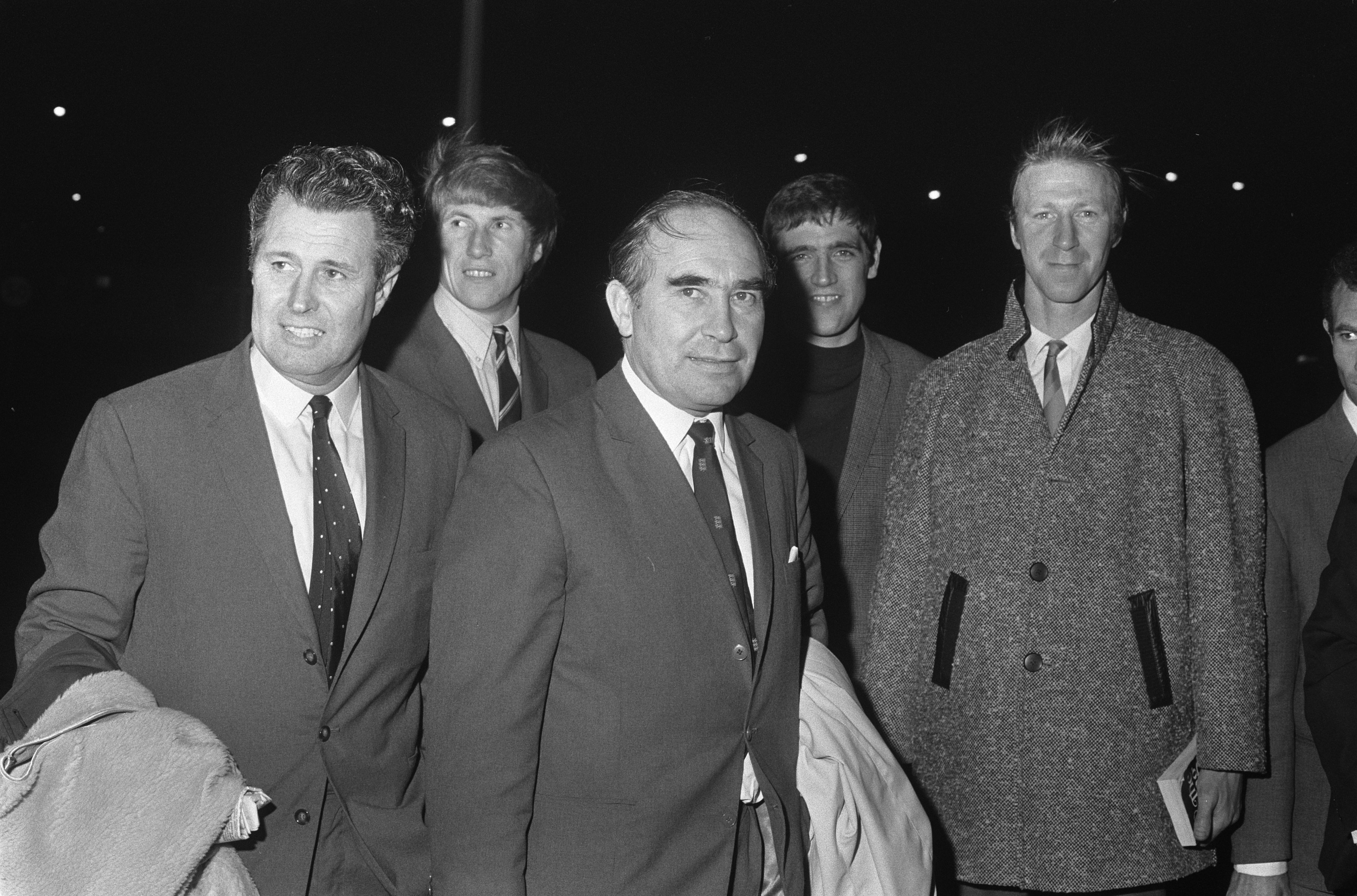
Harold Shepherdson 1969 (ganz links)

Harold Shepherdson (* 28. Oktober 1918 in Middlesbrough; † 14. September 1995 ebenda) war ein englischer Fußballspieler und Trainer.
Shepherdson spielte zunächst für den FC Middlesbrough, die mögliche Spielerkarriere wurde aber durch den Zweiten Weltkrieg unterbrochen.
Bekanntheit erlangte Shepherdson als Co-Trainer der englischen Fußballnationalmannschaft, mit der er 1966 Fußballweltmeister wurde. Cheftrainer war Alf Ramsey.